# Prąd dopuszczalny długotrwale
Prąd dopuszczalny długotrwale  - jest to wartość skuteczna prądu, który płynąc przez przewód elektryczny w czasie dowolnie długim, nie spowoduje nagrzania tego przewodu do temperatury wyższej niż temperatura dopuszczalna długotrwale.
Obciążalność długotrwałą przewodu zależy od:
- temperatury otoczenia;
- oporu cieplnego środowiska ułożenia przewodu;
- sposobu ułożenia przewodu;
- materiałów z jakich został wykonany przewód;
- ilości obciążonych żył.